# Wannewitz

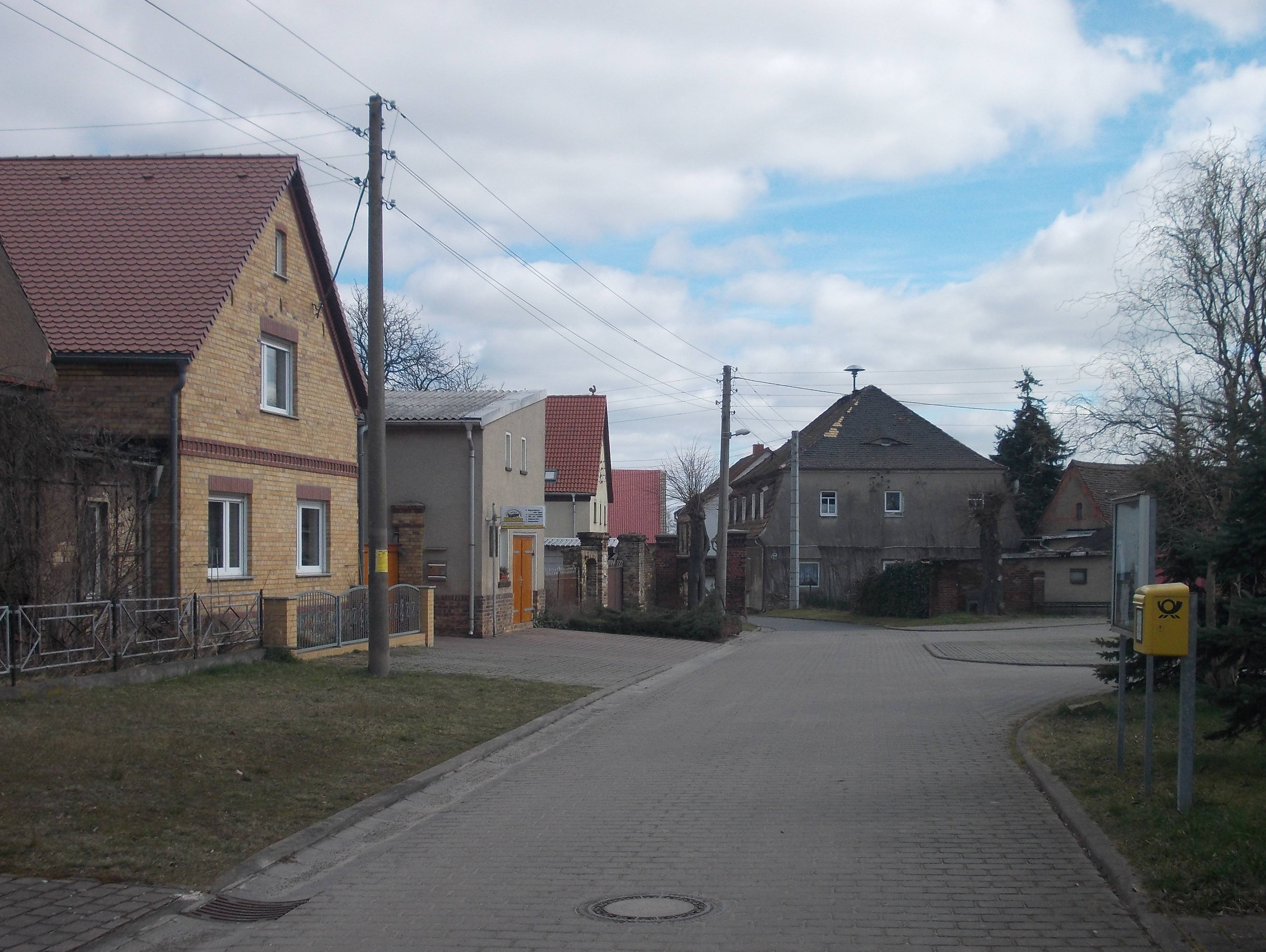
Ortskern von Wannewitz

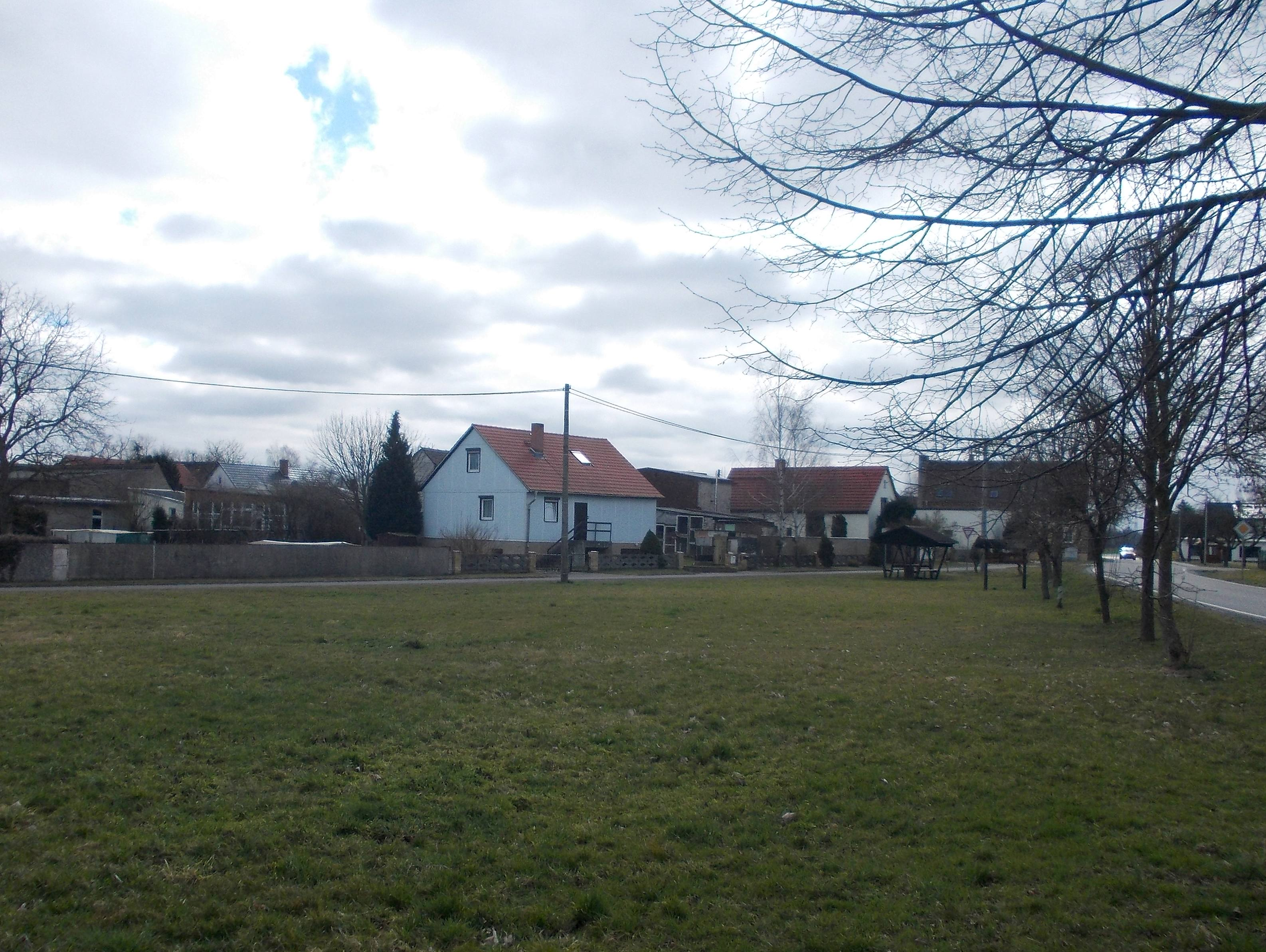
Platz in Wannewitz

Wannewitz ist ein Ortsteil der zur Gemeinde Schönwölkau im Landkreis Nordsachsen in Sachsen gehörigen Ortschaft Brinnis. Der Ortsteil hat (Stand 31. Dezember 2018) 95 Einwohner.

## Geographie
Wannewitz liegt zwischen den Städten Eilenburg und Delitzsch nordöstlich von Brinnis.

## Geschichte
Wannewitz ist eine slawische Siedlung und wurde 1349 als Wanewicz erstmals urkundlich erwähnt. Im Ort entstand ein Vorwerk, das sich lange Zeit im Besitz der adligen Familie von Schönfeld auf Löbnitz und (Schön-)Wölkau befand.
Am 20. Juli 1950 wurde Wannewitz gemeinsam mit Luckowehna nach Brinnis eingemeindet. Am 1. Januar 1995 schloss sich Brinnis mit vier weiteren Gemeinden zur Gemeinde Schönwölkau zusammen.